# Raphael Müller
Raphael Müller (* 24. September 1999 in Aichach) ist ein deutscher hochbegabter Autist und stummer Jung-Autor.

## Leben
Raphael Müller besucht mit einer Begleitperson das Deutschherren-Gymnasium in Aichach. Schon vor seiner Geburt hatte er einen Schlaganfall erlitten. Er sitzt im Rollstuhl und leidet unter Epilepsie und Autismus. Mittels gestützter Kommunikation (FC) kann er sich schriftlich verständigen. 
Müller liest, schreibt und dichtet gerne. 2008 wurde sein Gedicht „Der Augenblick“ in der Anthologie der Brentano-Gesellschaft Frankfurt/M. veröffentlicht. Ein Jahr später „Das Dichten“ in der Anthologie „Beste Gedichte 09/10“. 2009 wurden im Gedichtband „Waldwege“ 15 seiner Gedichte gedruckt. Mit 14 Jahren verfasste er seine Biografie „Ich fliege mit zerrissenen Flügeln“, die 2017 auch in französischer Sprache erschien. Ab 2015 wurden die Fantasiegeschichten „Asa und Gasa“ mit ihren „Abenteuern im Land der Zwerge“ im Fontis-Verlag veröffentlicht. Darin beschreibt er sein Gefühl, im eigenen Körper gefangen zu sein, ohne die Möglichkeit zu sprechen, zu gestikulieren oder sich frei bewegen zu können. Er will zum Nachdenken über Inklusion anregen und gibt zu verstehen: „Ich will nicht in einem Ghetto leben.“

## Veröffentlichungen
- mit Irmgard Woitas-Ern und Ina Züchner: Waldwege: Gedichte, Engelsdorfer Verlag, Leipzig 2009, ISBN 978-3-86901-697-9.
- mit Kathi Kaldewey: Hilfe, es wird Weihnachten: Anregungen zur Gestaltung – Gedichte und Geschichten, MediaKern-Verlag, Friesenheim 2015, ISBN 978-3-8429-2628-8.
- Ich fliege mit zerrissenen Flügeln, Fontis-Verlag, Basel 2014, ISBN 978-3-03848-008-2.
- Asa und Gasa 1: Abenteuer im Land der Zwerge, Fontis-Verlag, Basel 2015, ISBN 978-3-03848-055-6.
- Asa und Gasa 2: Abenteuer im Land der Zwerge, Fontis-Verlag, Basel 2015, ISBN 978-3-03848-070-9.
- Asa und Gasa 3: Abenteuer im Land der Zwerge, Fontis-Verlag, Basel 2016, ISBN 978-3-03848-082-2.
- Osteraugen. In deinem Licht sehen wir das Licht, Fontis-Verlag, Basel 2017, ISBN 978-3-03848-109-6.